# Tatsuya Okamoto
Tatsuya Okamoto (japanisch 岡本 達也 Okamoto Tatsuya; * 19. September 1986 in Hamamatsu) ist ein japanischer Fußballspieler.

## Karriere
Okamoto erlernte das Fußballspielen in der Jugendmannschaft von Júbilo Iwata. Seinen ersten Vertrag unterschrieb er 2005 bei Júbilo Iwata. Der Verein spielte in der höchsten Liga des Landes, der J1 League. Danach spielte er bei der Universitätsmannschaft der Juntendo-Universität. 2011 wechselte er zum Zweitligisten Mito HollyHock. Für den Verein absolvierte er 42 Ligaspiele. 2013 wechselte er zum Ligakonkurrenten Gainare Tottori. Am Ende der Saison 2013 stieg der Verein in die J3 League ab. Für den Verein absolvierte er 53 Ligaspiele. 2015 wechselte er zu Criacao Shinjuku. Der Verein aus Shinjuku spielte in der siebten Liga, der 1. Präfekturliga Tokio. 2018 wurde er mit dem Verein Vizemeister der Liga und stieg in die sechste Liga (Kantō Soccer League Div. 2) auf. Ein Jahr später feierte er die Meisterschaft und den Aufstieg in die fünfte Liga (Kantō Soccer League Div. 1). Nach zwei Spielzeiten in der fünften Liga wurde man 2021 wieder Meister und stieg in die vierte Liga auf.

## Erfolge
Criacao Shinjuku
- Kantō Soccer League Div. 2: 2019  ▲
- Kantō Soccer League Div. 1: 2021  ▲